# Peter Collins (pilote automobile)
Pour les articles homonymes, voir Peter Collins et Collins.
Peter Collins, né le 6 novembre 1931 à Kidderminster, Angleterre, et mort le 3 août 1958 à Bonn, Allemagne, est un pilote automobile britannique. 

## Biographie
Né en 1931 à Kidderminster, son père était propriétaire d'un garage automobile et d'une entreprise de transports. Il participe dès l'adolescence à des courses de 500 cm3 organisées sur les pistes désaffectées des aérodromes militaires britanniques où il côtoie Stirling Moss et un certain Bernard Ecclestone.
En 1951, il rencontre John Wyer, le patron de l'écurie Aston Martin, et le convainc de lui faire faire un essai. Le jour dit, à Silverstone, se trouvent Aston Martin, mais aussi l'équipe de Formule 2 HWM : Collins signe un contrat avec les deux.
Après avoir débuté en Formule 1 en 1952 au volant de modestes montures (HWM, Vanwall, Maserati privées), il est choisi par Moss comme coéquipier pour courir la Targa Florio 1955 sur Mercedes-Benz. Ils gagnent la course et Collins signe avec la Scuderia Ferrari. 
En 1956, pour sa première saison de F1 avec l'écurie italienne, il remporte ses deux premiers Grands Prix (en Belgique puis en France) au volant de la D50, ce qui lui permet d'aborder l'ultime manche du championnat en Italie avec de réelles chances de ravir le titre mondial à son coéquipier Juan Manuel Fangio. L'abandon prématuré de Fangio renforce les chances de Collins d'être titré, même si ce dernier doit encore compter sur les hypothétiques abandons des deux pilotes qui le précèdent pour coiffer Fangio au championnat. Mais de lui-même, Collins décide de renoncer à ses dernières chances de sacre mondial en cédant sa voiture à Fangio comme le règlement d'alors l'autorisait. 
Contrairement à ce qui est souvent avancé, le sacrifice de Collins n'était en rien indispensable pour assurer le titre à Ferrari puisque le troisième larron au championnat (Stirling Moss sur Maserati) était déjà mathématiquement éliminé de la course au titre. Pour expliquer son geste, Collins se bornera à expliquer que Fangio méritait plus que lui d'être titré. Physique de jeune premier hollywoodien et charme ravageur, Peter Collins achève de devenir avec ce geste chevaleresque l'une des coqueluches du monde de la Formule 1. 
L'année suivante, Collins se mettra moins en évidence. Enzo Ferrari n'hésitera d'ailleurs pas à mettre publiquement les prestations en demi-teinte de son pilote sur le compte de sa romance avec l'actrice américaine Louise King qu'il a épousée en janvier. De plus en plus contesté au sein de sa propre équipe, Collins semble retrouver toute sa verve en 1958. Mais victorieux du GP de Grande-Bretagne, il trouve la mort quinze jours plus tard à l'occasion du GP d'Allemagne disputé sur le redoutable tracé du Nürburgring, à la suite d'une sortie de piste dans le virage de Pflanzgarten. Éjecté alors que sa voiture se retourne, il heurte violemment un arbre, subissant un grave traumatisme crânien. Transporté à l’hôpital, il meurt quelques heures plus tard.

## Résultats complets en championnat du monde de Formule 1
| Saison | Écurie                                             | Châssis | Moteur                       | Pneus          | GP disputés | Victoires | Points inscrits | Classement |
| ------ | -------------------------------------------------- | ------- | ---------------------------- | -------------- | ----------- | --------- | --------------- | ---------- |
| 1952   | Hersham and Walton Motors                          | 52      | Alta 4 en ligne              | Dunlop         | 4           | 0         | 0               | n.c.       |
| 1953   | Hersham and Walton Motors                          | 53      | Alta 4 en ligne              | Dunlop         | 4           | 0         | 0               | n.c.       |
| 1954   | GA Vandervell                                      | Special | Vanwall 4 en ligne           | Pirelli        | 2           | 0         | 0               | n.c.       |
| 1955   | Owen Racing Organisation Officine Alfieri Maserati | 250F    | Maserati 6 en ligne          | Dunlop Pirelli | 2           | 0         | 0               | n.c.       |
| 1956   | Scuderia Ferrari                                   | 555 D50 | Ferrari 4 en ligne Lancia V8 | Englebert      | 7           | 2         | 25              | 3e         |
| 1957   | Scuderia Ferrari                                   | 801     | Lancia V8                    | Englebert      | 6           | 0         | 8               | 7e         |
| 1958   | Scuderia Ferrari                                   | D246    | Ferrari V6                   | Englebert      | 7           | 1         | 14              | 5e         |

## Victoires en championnat du monde de Formule 1
| no | Année | Manche | Grand Prix      | Circuit           | Départ | Écurie           | Châssis            | Résumé |
| -- | ----- | ------ | --------------- | ----------------- | ------ | ---------------- | ------------------ | ------ |
| 1  | 1956  | 04/08  | Belgique        | Spa-Francorchamps | 3e     | Scuderia Ferrari | Ferrari Lancia D50 | Résumé |
| 2  | 1956  | 05/08  | France          | Reims-Gueux       | 3e     | Scuderia Ferrari | Ferrari Lancia D50 | Résumé |
| 3  | 1958  | 07/11  | Grande-Bretagne | Silverstone       | 6e     | Scuderia Ferrari | Ferrari Dino 246   | Résumé |

## Autres victoires en Formule 1
| no | Année | Épreuve                | Circuit     | Départ | Écurie                   | Châssis            |
| -- | ----- | ---------------------- | ----------- | ------ | ------------------------ | ------------------ |
| 1  | 1955  | International Trophy   | Silverstone | 5e     | Owen Racing Organisation | Maserati 250F      |
| 2  | 1957  | Grand Prix de Syracuse | Syracuse    | 1er    | Scuderia Ferrari         | Ferrari Lancia D50 |
| 3  | 1957  | Grand Prix de Naples   | Naples      | 2e     | Scuderia Ferrari         | Ferrari Lancia D50 |
| 4  | 1958  | International Trophy   | Silverstone | 4e     | Scuderia Ferrari         | Ferrari Dino 246   |

## Palmarès en Sport
- 9 Heures de Goodwood  (1re édition, une course au dernier tiers disputé de nuit) en 1952, avec Pat Griffith sur Aston Martin DB3 Spyder[4] ;
- Grand Prix de Grande-Bretagne en 1953 et 1954, sur Aston Martin DB3 S ;
- RAC Tourist Trophy en 1953, avec Pat Griffith sur Aston Martin DB3 S ;
- Targa Florio en 1955, avec Stirling Moss sur Mercedes-Benz 300 SLR ;
- Tour de Sicile en 1956, avec Louis Klementaski sur Ferrari 857 (de) S ;
- Supercortemaggiore en 1956, avec Mike Hawthorn sur Ferrari 500 TR ;
- Grand Prix automobile du Venezuela en 1957, avec Phil Hill sur Ferrari 335 S Sport ;
- 1 000 kilomètres de Buenos Aires en 1958, avec Phil Hill sur Ferrari 250 TR ;
- 12 Heures de Sebring en 1958, avec Phil Hill sur Ferrari 250 TR ;
  - 2e des 9 Heures de Goodwood en 1953, avec Pat Griffith sur Aston Martin DB3 S ;
  - 2e des 24 Heures du Mans en 1955, avec Paul Frère sur Aston Martin DB3 S, et des 24 Heures du Mans en 1956, avec Stirling Moss également sur Aston Martin DB3 S ;
  - 2e du Grand Prix de Grande-Bretagne en 1955, avec Wolfgang von Trips sur Aston Martin DB3 S ;
  - 2e du Grand Prix de Suède en 1956 sur Ferrari 290 MM, et en 1957 avec Phil Hill sur Ferrari 335 Sport ;
  - 2e des Mille Miglia en 1956, avec Louis Klementaski sur Ferrari 860 Monza ;
  - 2e du Trophée du Sussex (Goodwood) en 1958, sur Ferrari Dino 206 S ;
  - 2e des 1 000 kilomètres du Nürburgring en 1957 avec Olivier Gendebien sur Ferrari 335 Sport, et en 1958 avec Mike Hawthorn sur Ferrari 250 TR ;
  - 3e des 1 000 kilomètres de Buenos Aires en 1954 avec Pat Griffith sur Aston Martin DB3 S, et en 1957 avec de Portago et Castellotti sur Ferrari 290 MM ;
  - 3e des 9 Heures de Goodwood en 1955, avec Tony Brooks sur Aston Martin DB3 S.